# Суперкопа Судамерикана
Суперкопа Судамерикана, известна и като Суперкопа Жоао Хавеланж, (на испански: Supercopa Sudamericana, Supercopa João Havelange) е южноамерикански футболен турнир, провеждан в периода 1988 – 1997 г. В него участват отборите носители на Копа Либертадорес, което означава, че един носител на купата получава „вечно“ право на участие в турнира. Като наследници на Суперкопа Судамерикана са Копа Меркосур и Копа Мерконорте.

## История
Основната идея, стояща зад турнира е фактът, че по това време в Европа има три клубни турнира – КЕШ, КНК и Купата на УЕФА, докато в Южна Америка е само един. Еквивалент на КНК обаче е невъзможен, защото само в Бразилия от всички южноамерикански държави има турнир за купата на страната. Подобие на Купата на УЕФА също е не е възможен, защото за разлика от КЕШ, в Копа Либертадорес участват не само шампионът на една държава, но и неговите подгласници. Затова е взето решение в турнира да участват всички отбори, спечелили Копа Либертадорес, като броят на участниците се увеличава с всеки нов шампион на най-престижния южноамерикански клубен турнир. Самите отбори също имат полза от турнира, защото мачове срещу елитните южноамерикански отбори гарантират пълни трибуни и високи приходи.
В началото турнирът търпи множество критики като ненужен и изкуствено създаден. Скоро обаче той набира популярност именно заради славните отбори, участващи в него.
През 1998 г. отборите не успяват да се договорят за датите на провеждане на мачовете и турнирът не се състои, което води и до прекратяването му въобще. Правят се опити за реанимиране на турнира, например като се организира такъв с участието на носителите на Суперкопа Судамерикана, но те се оказват неуспешни.

## Участници
- Аржентина: Аргентинос Хуниорс, Бока Хуниорс, Велес Сарсфийлд, Естудиантес, Индепендиенте, Расинг Авелянеда, Ривър Плейт
- Бразилия: Васко да Гама[1], Гремио, Крузейро, Сантос, Сао Паоло, Фламенго
- Колумбия: Атлетико Насионал
- Парагвай: Олимпия Асунсион
- Уругвай: Насионал Монтевидео, Пенярол
- Чили: Коло Коло

1. ↑  Васко да Гама получава право на участие в турнира като носител на Копа де Кампеонес Судамериканос – еднократен турнир през 1948 г., считан за предшественик на Копа Либертадорес

## Финали
| Година | Шампион                      | Резултат                       | Финалист                      |
| ------ | ---------------------------- | ------------------------------ | ----------------------------- |
| 1988   | Расинг Авелянеда (Аржентина) | 2:1 1:1 Общ резултат 3:2       | Крузейро (Бразилия)           |
| 1989   | Бока Хуниорс (Аржентина)     | 0:0 Общ резултат 0:0 Дузпи 5:3 | Индепендиенте (Аржентина)     |
| 1990   | Олимпия Асунсион (Парагвай)  | 3:0 3:3 Общ резултат 6:3       | Насионал Монтевидео (Уругвай) |
| 1991   | Крузейро (Бразилия)          | 0:2 3:0 Общ резултат 3:2       | Ривър Плейт (Аржентина)       |
| 1992   | Крузейро (Бразилия)          | 4:0 0:1 Общ резултат 4:1       | Расинг Авелянеда (Аржентина)  |
| 1993   | Сао Паоло (Бразилия)         | 2:2 Общ резултат 4:4 Дузпи 5:3 | Фламенго (Бразилия)           |
| 1994   | Индепендиенте (Аржентина)    | 1:1 1:0 Общ резултат 2:1       | Бока Хуниорс (Аржентина)      |
| 1995   | Индепендиенте (Аржентина)    | 2:0 0:1 Общ резултат 2:1       | Фламенго (Бразилия)           |
| 1996   | Велес Сарсфийлд (Аржентина)  | 1:0 2:0 Общ резултат 3:0       | Крузейро (Бразилия)           |
| 1997   | Ривър Плейт (Аржентина)      | 0: 0 2:1 Общ резултат 2: 1     | Сао Паоло (Бразилия)          |

## Титли по отбор
- 2 –  Крузейро,  Индепендиенте
- 1 –  Расинг Авелянеда,  Бока Хуниорс,  Олимпия Асунсион,  Сао Паоло,  Велес Сарсфийлд,  Ривър Плейт

## Титли по държава
- 6 –  Аржентина
- 3 –  Бразилия
- 1 –  Парагвай